# Escadrille de bombardement Lützow
Pour plus de détails, voir Fiche technique et Distribution.

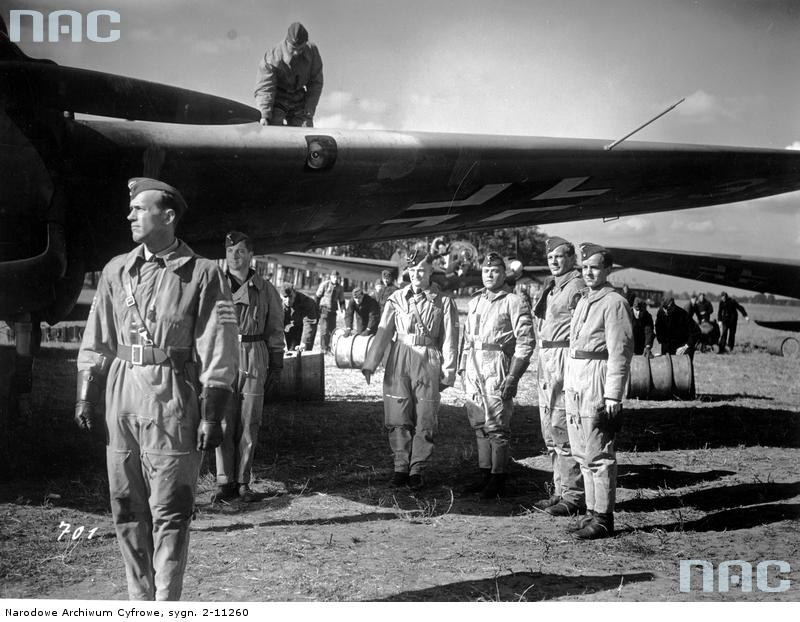

Kampfgeschwader Lützow (titres français : Escadrille de combat en Belgique ou Escadrille de bombardement Lützow en France) est un film allemand réalisé par Herbert Maisch sorti en 1941.
Ce film de propagande nazie est dans la continuité du film D III 88, sorti en 1939, et réalisé en grande partie avec les mêmes scénaristes et les mêmes acteurs. Le titre n'est pas choisi en hommage au pilote de chasse de la Seconde Guerre mondiale Günther Lützow, encore peu connu à l'époque, mais au général des guerres napoléoniennes Adolf von Lützow.
La Fondation Friedrich Wilhelm Murnau ne le montre qu'avec le consentement et dans les conditions de la fondation. Dans tous les cas, ce Vorbehaltsfilm nécessite une introduction historique et une discussion avec un historien. Les films peuvent être visionnés dans les salles de la Fondation à des fins scientifiques.

## Synopsis
Les camarades de l'escadrille de combat aérien de Lützow commandés par le colonel Mithoff, qui furent soudés pendant la Première Guerre mondiale, la guerre d'Espagne et leurs expériences en temps de paix, doivent maintenant faire leurs preuves lors de la campagne de Pologne. Ils bombardent les positions et les forteresses polonaises.
L'histoire tourne également autour des  dans la suite. Dans une entreprise individuelle audacieuse, les aviateurs libèrent les prisonniers allemands de la captivité polonaise et les mettent en sécurité dans un village. Le groupe comprend également Grethe Kubath, dont les deux soldats tombent amoureux et par qui ils deviennent rivaux. Paulsen et Eckhard s'envolent pour l'Angleterre avec l'armée de l'air après la campagne de Pologne.
Lors du vol de retour, ils découvrent un grand nombre d'Allemands de souche expulsés qui sont tourmentés par des Polonais vantards. Lorsque les machines allemandes apparaissent, les équipes d'escorte polonaises se cachent parmi leurs prisonniers. Néanmoins, les sous-officiers Eckhard et Paulsen réussissent une attaque audacieuse, tuant les Polonais ou les poussant à la fuite, sans qu'un seul Allemand ne soit blessé.
D'un autre côté, les deux soldats tombent amoureux de la même femme, Grethe Kubath, et deviennent rivaux.
Ceci est suivi par des missions dans la bataille de France, et à la fin l'escadrille effectue les premières missions contre l'Angleterre.
Intercepté par l'aviation ennemie, Paulsen est gravement blessé mais peut faire atterrir son bombardier en toute sécurité et sauver l'équipage, mais il meurt juste après. Il ne saura pas que Grethe lui a envoyé une lettre expliquant qu'elle a choisi Eckhard.

## Fiche technique
- Titre : Kampfgeschwader Lützow
- Réalisation : Hans Bertram assisté de Rudolf Hilberg et de Fritz Wendel
- Scénario : Hans Bertram, Wolf Neumeister (de)
- Musique : Norbert Schultze
- Direction artistique : Franz Bi, Otto Moldenhauer (de)
- Photographie : Georg Krause, Heinz von Jaworsky (de), Walter Roßkopf (de)
- Son : Erich Lange
- Montage : Ella Ensink (de)
- Production : Hans Bertram, Robert Wuellner (de)
- Sociétés de production : Tobis-Tonbild-Syndikat
- Sociétés de distribution : Tobis-Tonbild-Syndikat
- Pays de production :  Reich allemand
- Langue : allemand
- Format : Noir et blanc - 1,37:1 - Mono - 35 mm
- Genre : Guerre
- Durée : 97 minutes
- Dates de sortie :
  - Allemagne : 28 février 1941.
  - France : 16 avril 1941 dans les Soldatenkino[1].
  - France : 3 juillet 1942 à Lille[1].
  - Empire du Japon : 13 juillet 1944.

## Distribution
- Christian Kayßler : Oberst Mithoff
- Heinz Welzel : Obergefreiter Fritz Paulsen
- Hermann Braun : Obergefreiter Robert Eckhard
- Hannes Keppler (de) : Unteroffizier Guggemos
- Karl Martell : Leutnant Ludwig Becker
- Heinz Engelmann (de) : Leutnant Frank
- Paul Bildt : Le médecin de l'escadrille
- Marietheres Angerpointner (de) : Grethe Kubath
- Adolf Fischer : Zeissler
- Peter Voß (de) : Major Hagen
- Horst Birr (de) : Obergefreiter Hasinger
- Ernst Stimmel (de) : Lehwald
- Carsta Löck : Lina, femme de chambre paysanne

## Production
Le film est tourné principalement à la base aérienne (de) de Bodenhagen près de Kolberg (Poméranie), ainsi qu'à Hohenburg. Des soldats de la Kampfgeschwader 1 Hindenburg stationnés à Bodenhagen font office de figurants. Les soldats polonais sont en partie joués par des soldats slovaques.
Les avions allemands dans le film sont le Heinkel He 111 et le Messerschmitt Bf 109 (le Junkers Ju 87 est présent dans des images d'archives). Les avions polonais sont représentés par des Avia B.534 tchécoslovaques, les avions britanniques sont des Curtiss H-75A français et norvégiens capturés par les Allemands.
Le film propage l'image d'une armée allemande revigorée et l'esprit de solidarité de la camaraderie de la nouvelle armée de l'air au front.
Le film aux grands moyens, très apprécié de Goebbels, est un bide, le public lui préférant désormais la comédie.